# لشکر ۱ زرهی فرانسه
لشکر ۱ زرهی فرانسه (انگلیسی: 1st Armored Division) لشکر زرهی نیروی زمینی فرانسه است، که ۱ مه ۱۹۴۳ در طول جنگ جهانی دوم تشکیل شد و در آزادسازی فرانسه شرکت داشت. ستاد فرماندهی و پادگان لشکر ۱ زرهی در شهر بزانسون قرار دارد.
این لشکر برای اولین بار در سال ۱۹۴۶ منحل شد و در سال ۱۹۴۸ دوباره به خدمت گرفته شد. در سال ۱۹۹۹ در نتیجه حرفه‌ای شدن ارتش فرانسه دوباره منحل شد.
تیپ اول مکانیزه که در اول ژوئیه ۱۹۹۹ ایجاد شد، سنت‌های این لشکر را به ارث برد. تیپ اول مکانیزه دوباره در ۲۱ ژوئیه ۲۰۱۵ منحل شد. لشکر ۱ زرهی در سال ۲۰۱۶ دوباره ایجاد شد و همچنان به فعالیت خود ادامه می‌دهد.